# کاتسوتا، اوکایاما
کاتسوتا، اوکایاما (به لاتین: Katsuta) یک منطقهٔ مسکونی در ژاپن است که در ناحیه چوگوکو واقع شده‌است. کاتسوتا ۳٬۶۶۰ نفر جمعیت دارد.